# Shakermaker
"Shakermaker" er en komposition af det britiske band Oasis. Nummeret, som er skrevet af guitaristen Noel Gallagher, og produceret af Mark Coyle, Oasis og Owen Morris, er bandets anden single, som blev udgivet d. 13 juni 1994. Den opnåede en 11 plads på den britiske hitliste. Senere blev det udgivet på bandets debut album, Definitely Maybe. 
Teksten er et af specielt to eksempler på Noel ”vrøvle-tekster” – den anden er "Supersonic". Begge er de udstyret med en fængende melodi, og til en vis grad minder de om kompositioner såsom "I'm The Walrus"," Come Together" og  "Glass Onion" m.m. af John Lennon. Teksten er baseret på stof fra rundt omkring Noel selv, hvilket han også indrømmer selv, og bl.a. siger han, at det er en såkaldt ”shakermaker”, der har lagt titel til teksten. En shakermaker er navnet på noget populært 70'er legetøj, Noel havde, da han var barn. Mens han tog karakteren, ”Mr. Soft” fra en Trebour Soft Mints-reklame, som bød på Cockney Rebels sang ”Mr. Soft”, så havde han ”Mr. Clean” fra titlen på en komposition af The Jam; et af Noels ynglingsbands. Derudover nævnes også Mr. Benn, som en britisk tegnefilmsfigur. 
Hele sidste vers (Mr Sifter sold me songs/When I was just 16/Now he stops at traffic lights/But only when they're green) blev skrevet i en taxi på vej til studiet, hvor de skulle indspille nummeret. Ifølge Definitely Maybe (boxset) var Liam Gallagher, bandets forsanger, bekymret for om nummeret ville nå at blive færdigt, og henvender sig til Noel. Undervejs skriver Noel nummeret og stopper ting og sager, som de møder på turen, bl.a. Sifter's, en pladebutik i Burnage, Manchester). ”Mr. Sifter” hentyder således til ejeren af butikken. 
Teksten illustrerer Noel tendens til at låne og stjæle fra fortiden, idet sangens første vers egentlig var taget fra ”coca cola-sangen”, I'd To Teach The World To Sing af The New Seekers. Dette første til at han blev sagsøgt af dette band pga. manglende tilladelse til brug nummeret. The New Seekers vandt sagen, og Oasis måtte udbetale 500,000 australske dollars. Da Noel blev spurgt om hændelsen, sagde han, at ”We drink Pepsi now”. Noel har i øvrigt påpeget at han tog sangens melodi fra Beatles kompositionen Flying. Dette er også meget muligt. 

## Andet
Det var det nummer bandet fremførte, da de optrådte første gang på Top of the Pops.

## Track liste
- CD CRESCD 182

1. "Shakermaker

" – 5:11
1. "D'Yer Wanna Be A Spaceman?" – 2:41
2. "Alive (8 Track Demo)" – 3:56
3. "Bring It On Down" (Live) – 4:17

- 7" vinyl CRE 182

1. "Shakermaker" – 5:11
2. "D'Yer Wanna Be A Spaceman?" – 2:41

- 12" vinyl CRE 182T

1. "ShakermakerD" – 5:11
2. "D'Yer Wanna Be A Spaceman?" – 2:41
3. "Alive (8 Track Demo)" – 3:56

- Cassette CRECS 182

1. "Shakermaker" – 5:11
2. "D'Yer Wanna Be A Spaceman?" – 2:41

## Eksterne links
- Oasis' officielle hjemmeside
- Promo video